# Patrick Nagel
Patrick Nagel (Dayton, 25 novembre 1945 – 4 febbraio 1984) è stato un artista, illustratore e grafico statunitense, trascorse la maggior parte della sua vita a Los Angeles.

## Biografia
Nagel muore per infarto nel 1984, all'età di 38 anni, proprio nel periodo più fertile e produttivo della sua vita. Avrà dopo la morte grandissima fortuna, tanto da essere considerato un'icona degli anni ottanta.

## Carriera artistica
Ha studiato arte allo Chouinard Art Institute. Muove i suoi primi passi come freelance, poi nel 1971, collabora con l'ABC con produzioni grafiche per telegiornali. Importanti sono le sue collaborazioni con IBM, ITT, United Artists, MGM, Universal Studios, Playboy, Architectural Digest, Rolling Stone, Oui e Harpers.
Negel è stato molto popolare negli anni '80 come esponente dell'Art déco

## Tecnica e opere
L'anima del lavoro di Nagel si rifà alle stampe giapponesi come anche all'Art déco, rimanendo comunque estremamente contemporaneo ed universale. Il suo disegno parte da una fotografia, semplificando i segni, attraverso l'eliminazione di sempre più tratti. Prospettive lineari, forme ben definite, una scelta di colori piatti, freschi e spazi rigidi bianchi; il risultato è quello che qualcuno ha descritto come "realismo della fantasia".

## Curiosità
- Sua è la copertina dell'album Rio dei Duran Duran nel 1982, album simbolo degli anni ottanta e fondamentale per la corrente musicale denominata "new wave".
- Un suo quadro appare in una delle prime scene di Fracchia contro Dracula, di Paolo Villaggio
- Nella puntata numero sei della prima stagione di Futurama, episodio intitolato Per Un Pesce di Dollari nel perfetto appartamento del XX secolo di Fry, sopra il camino sembra essere appeso un poster di Nagel.
- Nel film Watchmen (2009), ambientato nel 1985, nella camera da letto del Comico ci sono due poster di Nagel.[1][2]
- L'11 aprile 2013 il suo dipinto "Her Seductive Look" realizzato in olio su tela, rappresentante l'attrice e playmate Cathy St George, è stato venduto all'asta in california per 158.500 dollari. Il prezzo è stato più del triplo di qualsiasi altro quadro di Nagel venduto fino a quel momento.[3]
- Un suo dipinto appare sulla maglietta di Bruce Banner (Hulk) in "Thor Ragnarok" del 2017 quando Hulk si ritrasforma e Thor gli fa indossare un vestito di Tony Stark (Iron Man).